# Jasper Boysen
Jasper Boysen, auch Jaspar Boysen (* 12. September 1765 in Flensburg; † 26. Juli 1818 in Altona) war ein schleswigscher evangelisch-lutherischer Geistlicher.

## Leben
Jasper Boysen war ein Sohn des Flensburger Kaufmanns Adolf Josias Boysen. Nach dem Studium der Evangelischen Theologie bestand er 1788 sein Amtsexamen in Schleswig. 1790 wurde er Diaconus (2. Pastor) an der St.-Marien-Kirche in Witzwort. Als Anhänger der Aufklärungstheologie und des theologischen Rationalismus bemühte er sich dort um Reformen in Schule und Gottesdienst. In mehreren Schriften, teilweise zusammen mit seinem Bruder Diedrich Boysen, der Diakon in Garding war, verteidigte er das Allgemeine Gesangbuch von 1780, den ebenfalls von Cramer verfassten Landeskatechismus von 1785 und die Schleswig-Holsteinische Kirchen-Agende des Generalsuperintendenten Adler gegen ihre lutherisch orthodoxen Gegner. In Witzwort führte er 1797/98 einen vergeblichen Kampf für die Einführung der Agende.
Zum Lohn für seinen Einsatz verschaffte Adler ihm noch 1798 die Stelle als Pastor an der Friedrichsberger Kirche in Schleswig-Friedrichsberg, mit der das Amt als Kirchenpropst für das Amt Hütten verbunden war. 1804 erfolgte seine Berufung zum Kirchenpropst für das Amt Gottorf, zum Hauptpastor am Schleswiger Dom und zum Mitglied des Oberkonsistoriums für das Herzogtum Schleswig. 1816 ließ er sich nach Borsfleth im Amt Steinburg versetzen, damals eine der Pfarrstellen im Lande mit dem höchsten Einkommen. Gleichzeitig wurde er Mitglied des Oberkonsistoriums für das Herzogtum Holstein in Glückstadt.
Als Claus Harms 1817 zum Jubiläum der Reformation seine pointierten 95 eigenen Thesen veröffentlichte, in denen er den theologischen Rationalismus als der Götzen Vernunft kritisierte, den man an die Stelle Gottes gesetzt habe, antwortete Boysen noch kurz vor seinem Tod mit einer lateinischen Gegenschrift. Sie wurde ins Deutsche übersetzt als Des Consistorial-Raths J. Boysen 95 Antithesen.
Boysen starb 1818 bei einem Besuch in Altona. Beerdigt wurde er in Borsfleth. Sein Sohn Nicolaus Theodor Boysen (1797–1885) wurde ebenfalls Propst in Schleswig (1850 von der dänischen Regierung entlassen). Er war Abgeordneter der schleswig-holsteinischen Landesversammlung.

## Ehrungen
- Dannebrogorden, Ritter (31. Juli 1815)
- Titel Königlich dänischer Konsistorialrat (1817)

## Schriften
- Abriss der christlichen Glaubens- und Sittenlehre nach reinen Grundsätzen; mit Hinweisung auf den Schleswig-Holsteinischen Landeskatechismus und auf das Schleswig Holsteinische allgemeine Gesangbuch. Altona: Hammerich. 1797
- Dr. Martin Luther's Urtheile und Gutachten über Werbesserung im Kirchenwesen für das Schleswig Holsteinische Publikum gesammelt und mit einigen Erläuterungen versehn. Flensburg: Jäger 1797
- (Hrsg., mit seinem Bruder Diedrich Boysen): Beiträge zur Verbesserung des Kirchen- und Schulwesens in protestantischen Ländern. 2 Bände, jeder in 4 Heften, Altona: Hammerich 1797–1799
- Leitfaden zum Unterrichte in der christlichen Religion, zunächst für seine Confirmanden entworfen. Altona: Hammerich 1806; 2. Auflage 1808
- 95 Theses, Harmsi totidem thesibus oppositae. Glückstadt: Augustin. 1817

Des Consistorial-Raths J. Boysen 95 Antithesen.Digitalisat
- Kurzgefasste Darstellung der Geschichte, des Zwecks und Wesens und der wohlthätigen Folgen der Reformation Luthers, mit besonderer Rücksicht auf die dänischen Staaten, für das gebildete Publikum entworfen, auf Veranlassung des 3ten Reformations-Jubelfestes. Altona: Hammerich 1817
- Die Feier des Reformations–Jubelfestes am 31. Octobr. und 2. Novbr. 1817 in der Kirche zu Borsfleth im Holsteinschen. Altona: Hammerich 1818